# Monte Paschi Eroica 2009
La 3.ª edición del Strade Bianche (llamada oficialmente: Monte Paschi Eroica) se realizó el 7 de marzo de 2009, sobre una distancia de 190 km con inicio en la localidad de Gaiole in Chianti y final en la ciudad de Siena en Italia.
La carrera formó parte del UCI Europe Tour 2008-2009 bajo la categoría 1.1 y fue ganada por el ciclista sueco Thomas Lövkvist del Columbia-High Road.

## Equipos participantes
Tomaron parte en la carrera 15 equipos, de los cuales 8 fueron de categoría Profesional Continental y 7 de categoría Continental . Los equipos participantes fueron:
| ProTeams (8)- Lampre-NGC - AG2R La Mondiale - Garmin-Slipstream - Liquigas - Columbia-High Road - Katusha - Team Milram - Saxo Bank Equipos continentales profesionales (7)- Acqua & Sapone (wielerploeg) - Barloworld - Ceramica Flaminia-Bossini Docce - Cervélo TestTeam - Androni Giocattoli-Serramenti PVC Diquigiovanni - ISD-Neri - LPR Brakes-Farnese Vini |
| |

## Clasificación final
Las clasificaciones finalizaron de la siguiente forma:
| \| Clasificación general \| Clasificación general \| Clasificación general \| Clasificación general \| Clasificación general \| \| Ciclista \| Ciclista \| Equipo \| Tiempo \| \| \| --------------------- \| --------------------- \| ----------------------------------------------- \| --------------------- \| --------------------- \| \| 1.º \| Thomas Lövkvist \| Columbia-High Road \| 4 h 59 min 02 s \| \| \| 2.º \| Fabian Wegmann \| Team Milram \| + 4 s \| \| \| 3.º \| Martin Elmiger \| AG2R La Mondiale \| + 6 s \| \| \| 4.º \| Edvald Boasson Hagen \| Columbia-High Road \| + 8 s \| \| \| 5.º \| Linus Gerdemann \| Team Milram \| + 12 s \| \| \| 6.º \| Giovanni Visconti \| ISD \| + 14 s \| \| \| 7.º \| Peter Velits \| Team Milram \| + 14 s \| \| \| 8.º \| Andy Schleck \| Saxo Bank \| + 16 s \| \| \| 9.º \| Daniel Lloyd \| Cervélo TestTeam \| + 19 s \| \| \| 10.º \| Ryder Hesjedal \| Garmin-Slipstream \| + 22 s \| \| \| 11.º \| Daniele Bennati \| Liquigas \| + 29 s \| \| \| 12.º \| Serguéi Ivanov \| Katusha \| + 30 s \| \| \| 13.º \| Ignatas Konovalovas \| Cervélo TestTeam \| + 34 s \| \| \| 14.º \| Roger Hammond \| Cervélo TestTeam \| + 34 s \| \| \| 15.º \| Riccardo Chiarini \| LPR Brakes-Farnese Vini \| + 50 s \| \| \| 16.º \| Oscar Gatto \| ISD \| + 1 min 18 s \| \| \| 17.º \| Daniele Righi \| Lampre-NGC \| + 1 min 36 s \| \| \| 18.º \| Dominique Rollin \| Cervélo TestTeam \| + 1 min 36 s \| \| \| 19.º \| Manuel Belletti \| Serramenti PVC Diquigiovanni-Androni Giocattoli \| + 1 min 36 s \| \| \| 20.º \| Matti Breschel \| Saxo Bank \| + 1 min 36 s \| \| |                      |                                                 |                 |
| |                      |                                                 |                 |
| |                      |                                                 |                 |
| Clasificación general |                      |                                                 |                 |
| Ciclista | Ciclista             | Equipo                                          | Tiempo          |
| 1.º | Thomas Lövkvist      | Columbia-High Road                              | 4 h 59 min 02 s |
| 2.º | Fabian Wegmann       | Team Milram                                     | + 4 s           |
| 3.º | Martin Elmiger       | AG2R La Mondiale                                | + 6 s           |
| 4.º | Edvald Boasson Hagen | Columbia-High Road                              | + 8 s           |
| 5.º | Linus Gerdemann      | Team Milram                                     | + 12 s          |
| 6.º | Giovanni Visconti    | ISD                                             | + 14 s          |
| 7.º | Peter Velits         | Team Milram                                     | + 14 s          |
| 8.º | Andy Schleck         | Saxo Bank                                       | + 16 s          |
| 9.º | Daniel Lloyd         | Cervélo TestTeam                                | + 19 s          |
| 10.º | Ryder Hesjedal       | Garmin-Slipstream                               | + 22 s          |
| 11.º | Daniele Bennati      | Liquigas                                        | + 29 s          |
| 12.º | Serguéi Ivanov       | Katusha                                         | + 30 s          |
| 13.º | Ignatas Konovalovas  | Cervélo TestTeam                                | + 34 s          |
| 14.º | Roger Hammond        | Cervélo TestTeam                                | + 34 s          |
| 15.º | Riccardo Chiarini    | LPR Brakes-Farnese Vini                         | + 50 s          |
| 16.º | Oscar Gatto          | ISD                                             | + 1 min 18 s    |
| 17.º | Daniele Righi        | Lampre-NGC                                      | + 1 min 36 s    |
| 18.º | Dominique Rollin     | Cervélo TestTeam                                | + 1 min 36 s    |
| 19.º | Manuel Belletti      | Serramenti PVC Diquigiovanni-Androni Giocattoli | + 1 min 36 s    |
| 20.º | Matti Breschel       | Saxo Bank                                       | + 1 min 36 s    |